# Macharaviaya
Macharaviaya un pueblo y municipio español de la provincia de Málaga, Andalucía, situado a 235 m s. n. m. Macharaviaya está en la comarca de la Axarquía. Su población en 2016 era de 461 habitantes. Sus habitantes se denominan macharatungos.
Limita al norte con los municipios de Almáchar e Iznate, al este con Iznate y Vélez-Málaga, al sur con el municipio de Vélez-Málaga y Rincón de la Victoria y al oeste con el municipio de Moclinejo.
El núcleo de población está situado sobre un conjunto de colinas en forma de anfiteatro. Su altura máxima es el cerro de la Capellanía (481 m s. n. m.). El núcleo urbano se encuentra a 235 m s. n. m. Recibe las aguas del arroyo Ibero, que nace en la pedanía de Vallejo y pasa por Benaque para desembocar en el río Cajiz.
De origen árabe, esta villa experimentó un notable auge económico y comercial en el siglo XVIII con la llegada de la familia de los Gálvez, y gracias a una creciente agricultura vitícola, llegando a ser conocida con el sobrenombre de «pequeño Madrid».
La iglesia de San Jacinto, junto con la Real Fábrica de Naipes son las obras de mayor relevancia de la empresa de los Gálvez en Macharaviaya.

## Toponimia
Hasta finales del siglo XX, el municipio era llamado Macharavialla.

## Historia

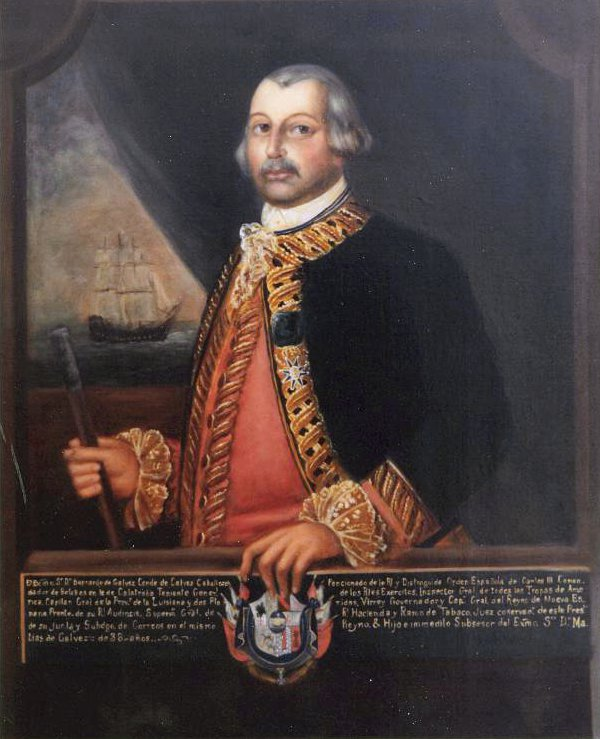
Bernardo de Gálvez.

Es incuestionable su origen árabe; se trataba de un mashar hispanomusulmán o alquería (mashar de Abu Yahya). La fundación de Macharaviaya data de 1572. La iglesia parroquial, sin embargo, fue edificada en 1505 y puesta bajo la advocación de San Jacinto, que más tarde sería reconstruida con la financiación de la familia Gálvez.
Durante el siglo XVII, Macharaviaya llevó una vida próspera basada en la economía del cultivo de la vid.
Un siglo después la familia Gálvez (los hermanos Matías, José, Miguel y Antonio; y también el joven Bernardo, hijo de Matías) se lanzó a la aventura americana.
- José de Gálvez y Gallardo, primer Marqués de la Sonora, fue Visitador del reinado de Nueva España y luego ministro de Indias del rey Carlos III.
- Matías, hermano de José, fue militar y Virrey de Nueva España y legó su nombre a Texas.
- Le sucedió en el virreinato su hijo el general Bernardo, I Conde de Gálvez, que desempeñó un importante papel en la independencia de Estados Unidos.
- Miguel fue embajador en Prusia y en Rusia en tiempos de Catalina la Grande, introduciendo el vino malagueño en las cortes europeas.
- Y Antonio fundó el Departamento Marítimo de Cádiz y fue Coronel honorario. Su hija María Rosa de Gálvez es una de las más destacadas poetas y dramaturgas de la Ilustración, y da nombre hoy a la biblioteca municipal de Macharaviaya.

La huella de la familia Gálvez, cuya influencia dio origen a que a Macharaviaya se la conociera como el pequeño Madrid, se reflejó en la reconstrucción de la iglesia, el impulso a la agricultura y en la instalación de la Real Fábrica de Naipes, que poseía el monopolio de este producto para su venta en América. El célebre guitarrista y compositor Fernando Sor fue en su juventud administrador de la Real Fábrica de Naipes de Macharaviaya.
A instancias de los Gálvez, Carlos III creó la fundación de Escuelas y Banco Agrícola de Macharaviaya en 1783, aunque esta escuela funcionaba ya desde 1776. Esta escuela puede considerarse la primera escuela pública, gratuita y mixta (aunque con aulas separadas para niños y niñas) de España; anterior incluso a las primeras escuelas públicas de Madrid. El Banco Agrícola, también pionero, socorría a los labradores en apuros con préstamos a bajo interés.
Otra familia ilustre de Macharaviaya, la familia Cabrera, dio destacados personajes, como el teniente general Francisco de Cabrera y Ramírez (1763-1842), quien siendo cadete combatió en Panzacola (hoy, Pensacola, Florida) a las órdenes de su primo Bernardo de Gálvez. Y, posteriormente, luchó contra los franceses en la guerra de la Independencia, junto al duque de Wellington y a Juan Martín «El Empecinado».
En el siglo XIX la filoxera atacó los viñedos del término municipal, provocando el empobrecimiento y con ello el progresivo despoblamiento de la villa, con la consecuente emigración a otras comarcas e incluso a América.
En 1857 nació en el anejo de Benaque, perteneciente al municipio de Macharaviaya, el ilustre poeta Salvador Rueda, precursor del modernismo, cuya casa-museo se conserva y cuyo nombre lleva la escuela pública de Macharaviaya.

## Geografía humana

### Demografía
Cuenta con una población de 506 habitantes (INE 2024).
| Gráfica de evolución demográfica de Macharaviaya entre 1842 y 2021 |
| |
| Población de derecho según los censos de población del INE Población de hecho según los censos de población del INEEn estos censos se denominaba Macharavialla: 1877, 1887, 1897, 1900, 1910, 1920, 1930, 1940, 1950 y 1960 Entre el censo de 1877 y el anterior, crece el término del municipio porque incorpora a 29500 (Benaque) |

### Economía

#### Evolución de la deuda viva municipal
| Gráfica de evolución de Deuda viva del Ayuntamiento de Macharaviaya entre 2008 y 2019                                |
| |
| Deuda viva del Ayuntamiento de Macharaviaya en miles de Euros según datos del Ministerio de Hacienda y Ad. Públicas. |

## Política y Administración

### Resultado de las elecciones municipales de 2023
| Candidatura     | Candidatura                              | Votos | %                               | Escaños                         |
| --------------- | ---------------------------------------- | ----- | ------------------------------- | ------------------------------- |
|                 | Partido Socialista Obrero Español (PSOE) | 200   | 64,94                           | 5                               |
|                 | Con Andalucía (Podemos-IU-MP-IdPA)       | 56    | 18,18                           | 1                               |
|                 | Partido Popular (PP)                     | 51    | 16,56                           | 1                               |
| Votos en blanco | Votos en blanco                          | 1     | 0,32                            | n/a                             |
| Votos válidos   | Votos válidos                            | 308   | 100                             | 7                               |
| Votos nulos     | Votos nulos                              | 4     | Participación: \| \| 76,85 % \| | Participación: \| \| 76,85 % \| |
| Votantes        | Votantes                                 | 312   | Participación: \| \| 76,85 % \| | Participación: \| \| 76,85 % \| |
| Electores       | Electores                                | 406   | Participación: \| \| 76,85 % \| | Participación: \| \| 76,85 % \| |
|                 | 76,85 %                                  |       |                                 |                                 |

## Gastronomía
Los típicos platos andaluces son el gazpachuelo, el ajoblanco y la sopa de maimones.

## Monumentos
- Iglesia de San Jacinto, siglo XVI .
- Cripta de la familia Gálvez.
- Museo de los Gálvez.
- Templete del siglo XVIII a la entrada del pueblo.
- Casa natal del poeta Salvador Rueda (en Benaque)

## Fiestas
Primer fin de semana de agosto. San Bernardo
Primer fin de semana de septiembre, en honor a la Virgen del Rosario.
El primer domingo de diciembre, en honor a Salvador Rueda se desenvuelve el encuentro provincial de Pastorales. Esta fiesta es declarada de singularidad provincial por la Diputación.[cita requerida] Este día y durante toda la jornada participan diferentes pastorales de la provincia. La actividad se desarrolla en la iglesia de Benaque.
El 4 de julio se conmemora la independencia de los Estados Unidos de América, en honor y reconocimiento a la contribución que realizó el general Bernardo de Gálvez, el cual es natural de Macharaviaya, a la guerra de independencia de este país. Esta fiesta también es declarada de singularidad provincial. Como el 4 de julio no es un día festivo en España, esta fiesta se suele trasladar al sábado más cercano de esa fecha, aunque para promocionar la fiesta el mismo 4 de julio se hace un desfile por el centro de Málaga invitando a venir a la celebración de Macharaviaya. El punto fuerte de esta fiesta es una recreación histórico militar de la batalla de Pensacola, además hay desfiles, música, comida americana, etcétera, y se concluye con fuegos artificiales. En esta fiesta participan la Asociación de Granaderos y Damas de Gálvez de Macharaviaya y la Asociación Torrijos 1831.